# Отто Генріх (курфюрст Пфальцу)
Отто Генріх (нім. Ottheinriche; 10 квітня 1502 — 12 лютого 1559) — 10-й курфюрст Пфальцу в 1556–1559 роках. Впровадив у державі лютеранство.

## Життєпис

### Герцог
Походив з династії Рейнських Віттельсбахів. Третій син Рупрехта, сина Філіппа I, курфюрста Пфальцу. Його матір'ю була Єлизавета, донька Георга I Віттельсбаха, герцога Ландсгут-Баварського. Народився Отто Генріх 1502 року. У 1503 році після смерті діда по материнській лінії його батько Рупрехт втягнувся у війну за Ландсгутську спадщину, під час якої 1504 року помер. В тому ж році помирають старші брати-близнюки Георг і Рупрехт, внаслідок чого Отто Генріх стає спадкоємцем свого батька. За результати завершення війни за ландсгутську спадщину (за Кельнським вердиктом) у 1505 році разом з молодшим братом Філіппом отримав герцогство Пфальц-Нойбург. Їхнім опікуном став стрийко Фрідріх.
У 1518 році був присутній на Аусбурзькому рейхстазі. 1519 року супроводжував свого опікуна Фрідріха до Іспанії. 1521 року був присутнім на Вормському рейхстазі. В тому році вирушив на прощу до Палестини, де відвідав Єрусалим, Віфлеєм, Галілейське море, річку Йордан. Тут став лицарем Єрусалимського Ордену Святого Гробу Господнього. У грудні 1521 року повернувся до Німеччини.
У 1522 році після досягнення повноліття спільно з братом Філіппом перебрав керування Пфальц-Нойбургом. 1524 року, посилаючись на рішення Вормського едикту, заборонив проповідування в своїх володіннях ідей Мартина Лютера. 1523 року долучився до союзу князів, спрямованого проти Франца фон Зіккінгена, очільника ліги верхньорейнських лицарів. 1525 року брав участь у придушенні Селянської війни. У наказах 1526 і 1528 роках ще раз засудив лютеранство. 1529 року пошлюбив представницю Баварсько-Мюнхенських Віттельсбахів.
До середини 1530-х років відбувається зближення герцога Отто Генріха з лютеранами, зокрема Мартином Буцером зі Страсбурга. Поступово ідеї протестантизму поширювалися в усіх станах. 1535 року розділив володіння з братом. 1538 році разом з братом Філіппом відвідав Краків, де намагався отримати від польського короля Сигізмунда I борг його батька в 32 тис. угорських злотих, які повинен був сплатити під час весілля Ядвіги Ягеллонки та Георга Баварського (діда Отто Генріха). За підрахунками останнього польський король разом з відсотками заборгував 200 тис. гульденів. Втім вдалося отримати лише 32 тис.
За відсутності герцогів радники Пфальц-Нойбургу прийняли рішення про дозвіл причастя під двома видами. По поверненню герцогства Отто Генріх і Філіпп не скасували це рішення.
У 1541 році на рейхстазі в Регенсбурзі встановив контакти з протестантами ландграфом Філіппом I Гессенським і бранденбурзьким курфюрстом Йоахімом II Гектором Гогенцоллерном. Тоді ж Філіпп Пфальц-Нойбурзький перейшов до лютеранства. Невдовзі лютеранином став  і Отто Генріх. У 1542 році Отто Генріх спеціальним мандатом оголосив про перехід герцогства Пфальц-Нойбург до лютеранства. Разом з цим відмовився здійснити секулярізацію церковного майна католицьких монастирів та церков. 1543 року було прийнято церковний устав, що встановив устрій нової церкви в герцогстві.
Разом з цим йому було відмовлено у вступі до Шмалькальденської ліги через значні борги (більш як 1 млн гульденів), викликані надмірно розкішним способом життя та жагою до колекціонування коштовних речей. Лише у 1544 році, коли він домовився зі станами герцогства про передачу їм влади на 3 роки в обмін на погашення боргів, вдалося увійти до ліги. Втім герцогу Отто Генріху довелося перебратися до Гайдельбергу, а потім — кармелітського монастиря в Вайнгаймі, де створив алхімічну лабораторію, намагаючись отримати філософський камінь для вироблення золота. Водночас став збирати власну бібліотеку.
За його відсутності на початку Шмалькальденської війни у 1546 році війська імператора Карла V зайняли Пфальц-Нойбург, де відновили католицтво.
Лише у 1552 році за Пассауським миром Отто Генріх зміг повернутися до герцогства, де відновив свою владу. На той час став одноосібним володарем, оскільки ще 1548 року помер брат Філіпп. Було відновлено церковний статут 1543 року, впроваджувалося Аугсбурзьке сповідання. З 1554 року став більше схилятися до цвінгліанства та кальвінізму. У 1556 році після смерті стрийка Фрідріха II став курфюрстом Пфальцу.

### Курфюрст
Основні зусилля спрямував на впровадження лютеранства в Пфальці. Цьому сприяло встановлення ще у 1555 році Аусбурзького миру, яким кожному з князів дозволено мати в своїх володіннях свою віру. Водночас Отто Генріх відмовив пропозиції імператора Фердинанда I щодо включення до складу Пфальцу фогтства Агно в Ельзасі за умови збереження там католицтва.
Для здійснення церковної реформи курфюрст запросив зі Страсбурга лютеранських теологів Йоганна Фліннера і Йоганна Марбаха. Були скасовані католицька літургія, церковні свята, освячення речей, встановлена проповідь Євангелія та німецькі псалми. Головним органом управління церквою в Пфальці стала Рада у церковних справах при курфюрсті, що складалася наполовину з духовних осіб, наполовину зі світських радників і спиралася на суперінтендентів, кожен з яких відав парафіями певного адміністративного округу (амта).
Невдовзі прийняв на важливі державні посади та в Гайдельберзькому університеті прихильників Ульріха Цвінглі. Поступово в церковній раді збільшується кількість цвінгліанців й кальвіністів. Це призвело до конфлікту з генеральним суперінтендантом Тілеманом Гесгузеном, затятим лютеранином.
В 1557 році відповідно до Гайдельберзької угоди 1553 року поступився герцогством Пфальц-Нойбург Вольфгангу Вітельсбаху, пфальцграфу Цвайбрюкена. Того ж року створив Палатинську бібліотеку, об'єднавши бібліотеки Лоршського монастиря, університету Гайдельбергу та бібліотеку власного замку.
1558 року внаслідок реформи Гайдельберзький університет перетворився на своєрідну лютеранську академію. Надвірне управління і канцелярія також піддалися серйозному реформуванню — Отто Генріх змінив практично весь особовий склад, замінивши їх лютеранами з Нойбургу або Саксонії. В тому ж році під час рейхстагу в Франкфурті-на-Майні разом з Йоахімом II Гектором Гогенцоллерном, курфюрстом Бранденбургу, Августом Веттіном, курфюрстом Саксонії, Христофом, герцогом Вюртембергу, ландграфом Філіппом Гессенським, Карлом II, маркграфом баден-Дурлаху, Фрідріхом II Віттельсбахом, пфальцграфом Зіммерну, Вольфгангом, пфальцграфом Цвайбрюкену, підписав компромісний варіант віровизнання між кальвінізмом та лютеранством.
Помер Отто Генріх в 1559 році. Йому спадкував представник Зіммернської лінії Віттельсбахів — Фрідріх III.

## Родина
Дружина — Сузанна, донька Альбрехта IV Віттельсбаха, герцога Баварії.
Дітей не було.